# Nerbis
Nerbis je naselje in občina v francoskem departmaju Landes regije Akvitanije. Naselje je leta 2009 imelo 252 prebivalcev.

## Geografija
Kraj leži v pokrajini Gaskonji 31 km vzhodno od Daxa.

## Uprava
Občina Nerbis skupaj s sosednjimi občinami Baigts, Bergouey, Caupenne, Doazit, Hauriet, Lahosse, Larbey, Laurède, Maylis, Mugron, Saint-Aubin in Toulouzette sestavlja kanton Mugron s sedežem v Mugronu. Kanton je sestavni del okrožja Dax.

## Zanimivosti
- romanska cerkev sv. Petra iz 10. stoletja, na seznamu francoskih zgodovinskih spomenikov od leta 2003;